# Allophylus repandodentatus
Allophylus repandodentatus là một loài thực vật có hoa trong họ Bồ hòn. Loài này được Radlk. mô tả khoa học đầu tiên năm 1913.